# Кастелино дел Биферно
Кастелѝно дел Бифѐрно (на италиански: Castellino del Biferno, на местен диалект Chésctiéllë dë Linë, Кещиелъ дъ Линъ) е село и община в Централна Италия, провинция Кампобасо, регион Молизе. Разположено е на 450 m надморска височина. Населението на общината е 575 души (към 2010 г.).